# 哥倫比亞鎮區 (明尼蘇達州波爾克縣)
哥倫比亞鎮區（英語：Columbia Township）是位於美國明尼蘇達州波爾克縣的一個行政鎮區。

## 地方資料
哥倫比亞鎮區的面積為92.64平方千米，當中陸地面積為89.68平方千米，而水域面積為2.96平方千米。根據2020年美國人口普查的數據，當地共有人口438人，而人口密度為每平方千米4.73人。